# Andrea Ambrosi
Andrea Ambrosi (* 7. März 1987 in Trient) ist ein italienischer Eishockeyspieler, der seit 2015 bei den Hockey Pergine Sapiens in der italienischen Serie B als Verteidiger unter Vertrag steht.

## Karriere
Ambrosi begann seine Karriere als Eishockeyspieler bei Asiago Hockey, für dessen erste Mannschaft er von 2005 bis 2007 in der Serie A1 aktiv war, 2005/06 war er vorübergehend an den damaligen Zweitligisten HC Valpellice ausgeliehen. Anschließend erhielt der Verteidiger zur Saison 2007/08 einen Vertrag beim SG Pontebba, wurde aber 2007/08 an die zweitklassigen All Stars Piemont aus Turin und 2008/09 an den drittklassigen AS Varese Hockey für einzelne Spiele ausgeliehen. Bis 2011 absolvierte er für Pontebba 153 Spiele in der Serie A1 und gewann mit der Mannschaft 2008 den italienischen Pokal. Nachdem er 2010 in der italienischen Nationalmannschaft debütiert hatte, wurde er zur Spielzeit 2011/12 vom italienischen Rekordmeister HC Bozen verpflichtet. Mit den Südtirolern gewann er auf Anhieb die italienische Meisterschaft und gegen die SG Cortina auch den Supercup. Nach jeweils einem Jahr beim HC Valpellice und Ritten Sport, mit dem er 2015 die Coppa Italia gewann, wechselte er 2015 zum Zweitligisten Hockey Pergine Sapiens, für den er seither spielt. In der Spielzeit 2015/16 wurde er aber auch vom Erstligisten Asiago Hockey eingesetzt.

### International
Für Italien spielte Ambrosi bereits in der U18-Nationalmannschaft bei der Weltmeisterschaft 2005 und der U20-Auswahl bei der Weltmeisterschaft 2007 jeweils in der Division I. 2010 debütierte er in der A-Nationalmannschaft der Italiener, für die er bisher 19 Länderspiele absolvierte und mit der er bei der Weltmeisterschaft 2013 die Rückkehr in die Top-Division erreichte. 

## Erfolge und Auszeichnungen
- 2008 Italienischer Pokalsieger mit dem SG Pontebba
- 2012 Italienischer Meister und Superpokalsieger mit dem HC Bozen
- 2013 Aufstieg in die Top-Division bei der Weltmeisterschaft der Division I, Gruppe A
- 2015 Italienischer Pokalsieger mit Ritten Sport